# 阿什南
阿什南(Ashnan)是美索不达米亚神话中的粮食女神。她和其兄弟拉哈尔(Lahar)都是恩利勒的孩子，是神创造来为阿努纳奇(Annunaki)诸神提供食物的。当上天诸神发现他们生产的食物不足使用时，就创造了人类继续为他们提供服务。

## 另行参阅
- 农业和畜牧业间的争论（英语：Debate between sheep and grain）